# Troféu Mucuripe de Melhor Ator
O Troféu Mucuripe de Melhor Ator ou Melhor Interpretação Masculina é um prêmio laureado a melhor ator em um longa-metragem concedido pelo Cine Ceará - Festival Ibero-americano de Cinema desde 2001, sendo um dos principais prêmios do cinema brasileiro. Em 2023, na 32ª edição do festival, a categoria foi extinta na premiação passando a fazer parte da categoria Melhor Atuação Principal, sem distinção de gênero.
Cláudio Jaborandy foi o primeiro ator a receber o prêmio pela interpretação no elenco de Latitude Zero, de Toni Venturi, em 2001. Até então, o festival premiava apenas curtas-metragens. O último vencedor da categoria foi o brasileiro Démick Lopes, por A Filha do Palhaço.
A categoria de Melhor Ator Coadjuvante foi apresentada no festival uma única vez, em sua 15ª edição, em 2005, ocasião em que Lázaro Ramos foi premiado por sua atuação em Quanto Vale ou É por Quilo?. A partir de 2023, foi a criada a categoria de Melhor Atuação Coadjuvante, também sem distinção de gênero.

## Atores premiados
| Ano            | Ator                 | Personagem                  | Título em Português            | Título Original                | Ref.           |
| Década de 2000 | Década de 2000       | Década de 2000              | Década de 2000                 | Década de 2000                 | Década de 2000 |
| -------------- | -------------------- | --------------------------- | ------------------------------ | ------------------------------ | -------------- |
| 2001           | Cláudio Jaborandy    | Vilela                      | Latitude Zero                  | Latitude Zero                  | [ 2 ]          |
| 2002           | Wagner Moura         | Jesuíno Cruz                | As Três Marias                 | As Três Marias                 |                |
| 2003           | Matheus Nachtergaele | Dunga                       | Amarelo Manga                  | Amarelo Manga                  | [ 5 ]          |
| 2004           | Jurandir Oliveira    | Chico Bento                 | O Quinze                       | O Quinze                       | [ 6 ]          |
| 2005           | Werner Schünemann    | Américo Baldani (Lobo)      | Bens Confiscados               | Bens Confiscados               | [ 7 ]          |
| 2006           | Julio Chávez         | Rubén                       | O Guardião                     | El custodio                    | [ 8 ]          |
| 2007           | Maxwell Nascimento   | Geronimo da Piedade (Querô) | Querô                          | Querô                          | [ 9 ]          |
| 2008           | Juan Diego           | Santiago                    |                                | Vete de Mí                     | [ 10 ]         |
| 2009           | Cauã Reymond         | Léo                         | Se Nada Mais Der Certo         | Se Nada Mais Der Certo         | [ 11 ]         |
| Década de 2010 |                      |                             |                                |                                |                |
| 2010           | Damián Alcázar       | Paco Jarquín                | O Último Comandante            | El último comandante           | [ 12 ]         |
| 2010           | Alfredo Catania      | Morita                      | O Último Comandante            | El último comandante           | [ 12 ]         |
| 2011           | Héctor Medina        | Santiago                    | Bilhete para o Paraíso         | Boleto al paraíso              | [ 13 ]         |
| 2012           | Luis Ziembrowski     | Lalo                        | Um Amor                        | Un amor                        | [ 14 ]         |
| 2013           | Ariclenes Barroso    | Palito                      | Se Deus Vier ,que Venha Armado | Se Deus Vier ,que Venha Armado | [ 15 ]         |
| 2014           | Sebastián Aguirre    | Julián "Sacramento" Santos  | Obediência Perfeita            | Obediencia perfecta            | [ 16 ]         |
| 2015           | Elenco mascuilino    | Vários personagens          | O Clube                        | El club                        | [ 17 ]         |
| 2016           | Júlio Andrade        | Emilio Vega / Gaspar Dias   | Maresia                        | Maresia                        | [ 18 ]         |
| 2017           | Guillermo Pfening    | Nicolás (Nico)              | Ninguém Está Olhando           | Nadie nos mira                 | [ 19 ]         |
| 2018           | Joan Botey           | Jaume                       | Petra                          | Petra                          | [ 20 ]         |
| 2019           | Marco Nanini         | Pedro                       | Greta                          | Greta                          | [ 21 ]         |
| Década de 2020 |                      |                             |                                |                                |                |
| 2020           | Roney Villela        | Raul                        | A Morte Habita à Noite         | A Morte Habita à Noite         |                |
| 2021           | Vanderlei Bernardino |                             | Fortaleza Hotel                | Fortaleza Hotel                | [ 22 ]         |
| 2022           | Démick Lopes         | Renato                      | A Filha do Palhaço             | A Filha do Palhaço             | [ 23 ]         |